# Ельснер Юзеф
Юзеф Антоній Францішек Ельснер (пол. Józef Antoni Franciszek Elsner, уроджений Йозеф Ксавер Ельснер, нім. Joseph Xaver Elsner, 1 червня 1769, Гродкув — 18 квітня 1854, Ельснерув, Варшава) — польський композитор німецького походження, педагог. Учитель Ф. Шопена.

## Біографічні дані
Юзеф Ельснер народився недалеко від Бреслау в католицькій німецькій родині. Мати Ельснера походила з Клодзко, регіону, що перебував під впливом польської і чеської культури. Майбутній композитор здобув освіту в гімназії при домініканському монастирі і єзуїтському коледжі в Бреслау, де 1782 року було виконано його перший твір — мотет «Ave Maria». Після цього Ельснер поїхав спершу в Брно, де грав скрипалем в оркестрі оперного театру, а потім у Львів, де був призначений диригентом Імператорського театру. В 1799 році він переїхав до Варшави, де до 1824 року був головним диригентом Національного театру і змінив своє ім'я на польський лад. У 1823 році композитор був нагороджений орденом Святого Станіслава.
Ельснер також активно викладав — серед його учнів були Юзеф Стефані, Ігнацій Фелікс Добжиньский, Фелікс Яронський, Мортье-де-Фонтен, Юліан Фонтану і Фредерік Шопен. Останній навчався у Ельснера композиції та теорії музики у 1823—1829 роках і присвятив йому свої Варіації для фортепіано з оркестром на тему Моцарта «La ci darem la mano» і Першу фортепіанну сонату, створені в період навчання. Добжиньскому належать два пов'язаних з Эльснером марші: на золоту річницю його (другого) весілля (1852) і траурний марш на його смерть (1854).
Серед власних творів Ельснера — численні опери (38), зокрема «Лешек Білий» (пол. Leszek Biały) та «Король Локетек» (пол. Król Łokietek), ораторія «Страсті Ісуса Христа», дві меси, Вечірня Діви Марії, ряд релігійних композицій для Вроцлавського собору, вісім симфоній, полонези, вальси, марші, камерна музика.